# 泰特斯維爾 (新澤西州)
泰特斯維爾（英語：Titusville）是位於美國新澤西州默瑟縣的普查規定居民點。

## 人口
根據2020年美國人口普查的數據，泰特斯維爾的面積為1.43平方千米，當中陸地面積為1.21平方千米，而水域面積為0.22平方千米。當地共有人口633人，而人口密度為每平方千米442.66人。